# Edmund Egan
Edmund Egan (maďarsky Egán Ede, 1841–1901) byl uherský úředník ministerstva zemědělství, který se snažil reformovat zemědělství v karpatské oblasti Uher.
Egan se narodil v Uhrách, jeho rodina pocházela ze Skotska nebo z Irska. V karpatské části Uher, kde panovaly nepříznivé přírodní podmínky, se pokusil o reformu zemědělství označovanou jako „vrchovinská akce“. V jejím rámci byla levně pronajímána státní či šlechtická půda, na které měly být zaváděny vzorové moderní způsoby hospodaření. Součástí byla osvětová činnost, zřizování výrobních společností a úvěrových družstev, která omezila lichvu. Zahynul tragicky při nehodě vozu během cesty z Užhorodu do Mukačeva. Po jeho smrti zůstaly reformy nedokončeny a neprojevily se jejich přínosy, naopak část orné a lesní půdy byla během nich nevhodně změněna na pastviny.